# Bukovlje
Bukovlje je općina u Hrvatskoj. Nalazi se u Brodsko-posavskoj županiji.

## Zemljopis
Općina Bukovlje na istoku graniči s općinom Garčin, na jugoistoku s općinom Gornja Vrba, na jugozapadu s gradom Slavonskim Brodom, na sjeverozapadu s općinom Podcrkavlje, te na sjeveru s općinom Levanjska Varoš u Osječko-baranjskoj županiji.
Općina Bukovlje smještena je na kontaktnom području pobrđa – južnih obronaka Dilj gore i savske ravnice, gdje su uz prometne pravce nastala naselja. Područjem općine prolazi više državnih i županijskih cesta. U smjeru istok – zapad dodiruje ju s južne strane autocesta A3, a na zapadnom rubu državna cesta D53. Za veze s okolnim područjima vrlo je važna županijska cesta Ž4202 koja spada u najvažnije županijske prometnice smjera istok-zapad.

## Stanovništvo
Po popisu stanovništva iz 2001. godine, općina Bukovlje imala je 2739 stanovnika, raspoređenih u 4 naselja:
- Bukovlje – 1858
- Ježevik – 77
- Korduševci – 160
- Vranovci – 644

### Nacionalni sastav, 2001.
- Hrvati – 2631 (96,06)
- Srbi – 63 (2,30)
- Bošnjaci – 5 (0,18)
- Nijemci – 3
- Poljaci – 2
- Ukrajinci – 2
- Slovenci – 1
- ostali – 11 (0,40)
- neopredijeljeni – 17 (0,62)
- nepoznato – 4

| broj stanovnika | 681   | 764   | 686   | 912   | 1076  | 1284  | 1246  | 1425  | 1340  | 1515  | 1751  | 2083  | 1551  | 1622  | 2739  | 3108  | 2727  |
|                 | 1857. | 1869. | 1880. | 1890. | 1900. | 1910. | 1921. | 1931. | 1948. | 1953. | 1961. | 1971. | 1981. | 1991. | 2001. | 2011. | 2021. |

| broj stanovnika | 226   | 255   | 253   | 358   | 375   | 496   | 459   | 501   | 588   | 596   | 880   | 1268  | 825   | 902   | 1858  | 1982  | 1733  |
|                 | 1857. | 1869. | 1880. | 1890. | 1900. | 1910. | 1921. | 1931. | 1948. | 1953. | 1961. | 1971. | 1981. | 1991. | 2001. | 2011. | 2021. |

## Povijest
Bukovlje se spominje u raznim izvorima kao npr. 1422. g. (Bukolya), 1428. g, 1446. g (Bukovlya), 1450. g, 1482. g (Bukovye), 1698. g, 1730. g (Bukovilia), 1746. g (Bukovie), 1760. g (Bukovlye), a ime je, čini se, dobilo prema nekad dominantnom biljnom pokrovu. Prvi popis stanovnika načinili su Turci 1579. g po kojem je Bukovlje pripadalo požeškom kadiluku (upravna jedinica) i nahiji Ravne i imalo je pet kuća.
Godine 1730. Bukovlje je imalo 8 kuća i kapelu. 1746. g. imalo je 15 kuća, 26 obitelji i 131 katolika, a 1754. g imalo je kapelu posvećenu Ivanu Krstitelju.
God. 1760. u Bukovlju je bilo 16 katoličkih kuća, 39 obitelji i 202 katolika. 

## Poznate osobe
- Franjo Knežević – pjevač slavonske narodne glazbe
- Tihomir Jakovina

## Spomenici i znamenitosti
- Ljeskove vode

## Kultura
- Kulturno-umjetničko društvo "Vranovci-Bukovlje",
- Ženska pjevačka skupina KUD-a "Vranovci-Bukovlje"

## Šport
- NK Slavonac Bukovlje, Bukovlje
- NK Bratstvo Vranovci, Vranovci
- KK Slavonac Bukovlje, Bukovlje
- Nogometna akademija Slavonac Bukovlje (NASB)
- Škola nogometa Bubamara

## Vanjske poveznice
- Službene stranice Općine Bukovlje